# Françay
Françay – miejscowość i gmina we Francji, w Regionie Centralnym, w departamencie Loir-et-Cher.
Według danych na rok 1999 gminę zamieszkiwało 231 osób, a gęstość zaludnienia wynosiła 11 osób/km² (wśród 1842 gmin Centre, Françay plasuje się na 913. miejscu pod względem liczby ludności, natomiast pod względem powierzchni na miejscu 638.).